# Рор, Ангелина Карловна
Ангелина Карловна Рор (урождённая Мюлльнер; 5 февраля 1890, Зноймо, Моравия — 7 апреля 1985, Москва) — немецкий и советский врач-психоаналитик, журналистка и литератор австрийского происхождения.

## Биография
Ангела Мюлльнер оставила свою семью ещё до окончания университета, но с 1914 года она посещала медицинские лекции в Париже и без разрешения участвовала в упражнениях в анатомическом кабинете. Поддерживала тесную дружбу с Райнером Марией Рильке. Училась в Берлинском психоаналитическом институте с 1920 по 1923 год, где работала врачом. Когда она заболела туберкулезом, директора её института Карл Абрахам и Зигмунд Фрейд помогли ей пройти лечение. С 1910 года была замужем за писателем Леопольдом Губерманом (1888, Варшава — 1928, Берлин), младшим братом скрипача Бронислава Губермана. Оставшись после развода с ребёнком, заключила брак с литератором-экспрессионистом Симоном Гуттманном (1891—1990).
В начале 1920-х вторым браком вышла замуж за Вильгельма Рора, интеллектуала и члена КПГ, с которым она по политическим соображениям переехала в Москву примерно в 1926 году и приняла советское гражданство. Там она занималась исследованиями в области биологии и писала фельетоны и репортажи для немецких газет, таких как Frankfurter Zeitung — «лояльных [к правящей сталинской системе], но не пропагандистских».
Семья Рор была арестована в 1941 году. Предположительно, Вильгельм Рор умер в Саратовской тюрьме в 1942 году. Бертольт Брехт пытался способствовать освобождению Ангелины Рор через Константина Федина, но неудачно — она провела 15 лет в заключении и ссылке, с 1943 года в «исправительно-трудовом лагере» в Нижнем Тагиле. Пережить ГУЛАГ в Сибири ей помогли её медицинские навыки. В 1957 году она была реабилитирована и смогла вернуться в Москву.
У неё было восемь разных псевдонимов и сценических имен, из которых наибольшую известность получил последний — Елена Голнипа (в русскоязычных источниках иногда неверно передаётся как «Гольпина»). Сначала она писала в стиле экспрессионизма и дадаизма — её ранняя проза произвела впечатление на Рильке. Поздняя книга — реалистичные описания её опыта в лагерях. Несмотря на посредничество Федина, эти тексты не могли появиться ни в Советском Союзе, ни в ГДР . Её рукописи о лагерной жизни были переправлены из Москвы в Вену в начале 1980-х годов, и некоторые из них были опубликованы там. В русском переводе книга опубликована в 2006 г. под названием «Холодные звёзды ГУЛАГа» (М. Звенья 2006).

## Избранные сочинения
- Helene Golnipa: Im Angesicht der Todesengel Stalins. Hrsg. von Isabella Ackerl. Edition Tau, Mattersburg-Katzelsdorf 1989, ISBN 3-900977-01-1.
- Der Vogel. Gesammelte Erzählungen und Reportagen. Hrsg. von Gesine Bey. BasisDruck, Berlin 2010, ISBN 978-3-86163-117-0.
- Lager. Autobiographischer Roman. Hrsg. von Gesine Bey. Aufbau, Berlin, 2015, ISBN 978-3-351-03602-7.
- Zehn Frauen am Amur. Feuilletons für die Frankfurter Zeitung aus der Sowjetunion (1928—1936). BasisDruck, Berlin, 2018, ISBN 978-3-86163-159-0.